# Ea-mukīn-zēri
Ea-mukīn-zēri war Usurpator auf dem babylonischen Thron und Mitglied der 5. Dynastie von Babylon bzw. der 2. Meerlanddynastie. Er gelangte nach der Ermordung seines Vorgängers Simbar-šīpak  im Jahr 1009/1008 v. Chr. an die Macht und konnte sich für etwa fünf Monate halten. Wahrscheinlich entstammte er einer babylonischen Priesterfamilie.